# Lafoea adnata
Lafoea adnata is een hydroïdpoliep uit de familie Lafoeidae. De poliep komt uit het geslacht Lafoea. Lafoea adnata werd in 1925 voor het eerst wetenschappelijk beschreven door Fraser. 